# 1578 Kirkwood
1578 Kirkwood је астероид. Приближан пречник астероида је 51,88 ,
а средња удаљеност астероида од Сунца износи 3,926 астрономских јединица (АЈ).
Инклинација (нагиб) орбите у односу на раван еклиптике је 0,811 степени, а орбитални период износи 2841,988 дана (7,780 година). Ексцентрицитет орбите астероида износи 0,236.
Апсолутна магнитуда астероида износи 10,26 а геометријски албедо 0,051.
Астероид је откривен 10. јануара 1951. године.